# Raphaël De Smet
Raphaël (Raf) De Smet (11 augustus 1926 – 19 november 2013) was een Belgische politicus. Hij was meer dan twee decennia burgemeester van Zomergem.

## Biografie
Raphaël De Smet werd in 1971 burgemeester van Zomergem. Hij bleef er ook burgemeester na de gemeentelijke fusies van 1977 en werd zo de eerste burgemeester van Zomergem als fusiegemeente. Ook na de verkiezingen van 1982 en 1988 bleef hij burgemeester. Hij bleef uiteindelijk 23 jaar burgemeester tot 1994, waarna hij werd opgevolgd door Luc Lampaert.
De Smet verloor in 1998 al zijn echtgenote.